# Bussy-Albieux
Bussy-Albieux är en kommun i departementet Loire i regionen Auvergne-Rhône-Alpes i centrala Frankrike. Kommunen ligger i kantonen Boën som tillhör arrondissementet Montbrison. År 2022 hade Bussy-Albieux 542 invånare.

## Befolkningsutveckling
Antalet invånare i kommunen Bussy-Albieux
| Referens: INSEE |